# Virgin-szigetek
A Virgin-szigetek a Kis-Antillák északi részén elterülő Szélcsendes-szigetek nyugati szigetcsoportja, mely határt képez a Karib-tenger és az Atlanti-óceán között, Puerto Ricótól keletre. Politikai felosztás szerint a keleti szigetek a Brit Virgin-szigeteket alkotják, míg a nyugatiak az Amerikai Virgin-szigetekhez tartoznak. A Brit Virgin-szigetek az Egyesült Királyság tengerentúli területe, ide tartozik Tortola, Virgin Gorda, Jost Van Dyke és Anegada.
Az Amerikai Virgin-szigetek az Egyesült Államok öt lakott külbirtokának egyike. Hozzá tartozik St. Croix, Saint John, Saint Thomas és a Water Island. Az Amerikai Virgin-szigeteket a Virgin-átjáró választja el a Spanyol Virgin-szigetektől, A Puerto Ricóhoz tartozó Viequestől és Culabrától. A szigetek hivatalos fizetőeszköze az amerikai dollár.

## A név eredete

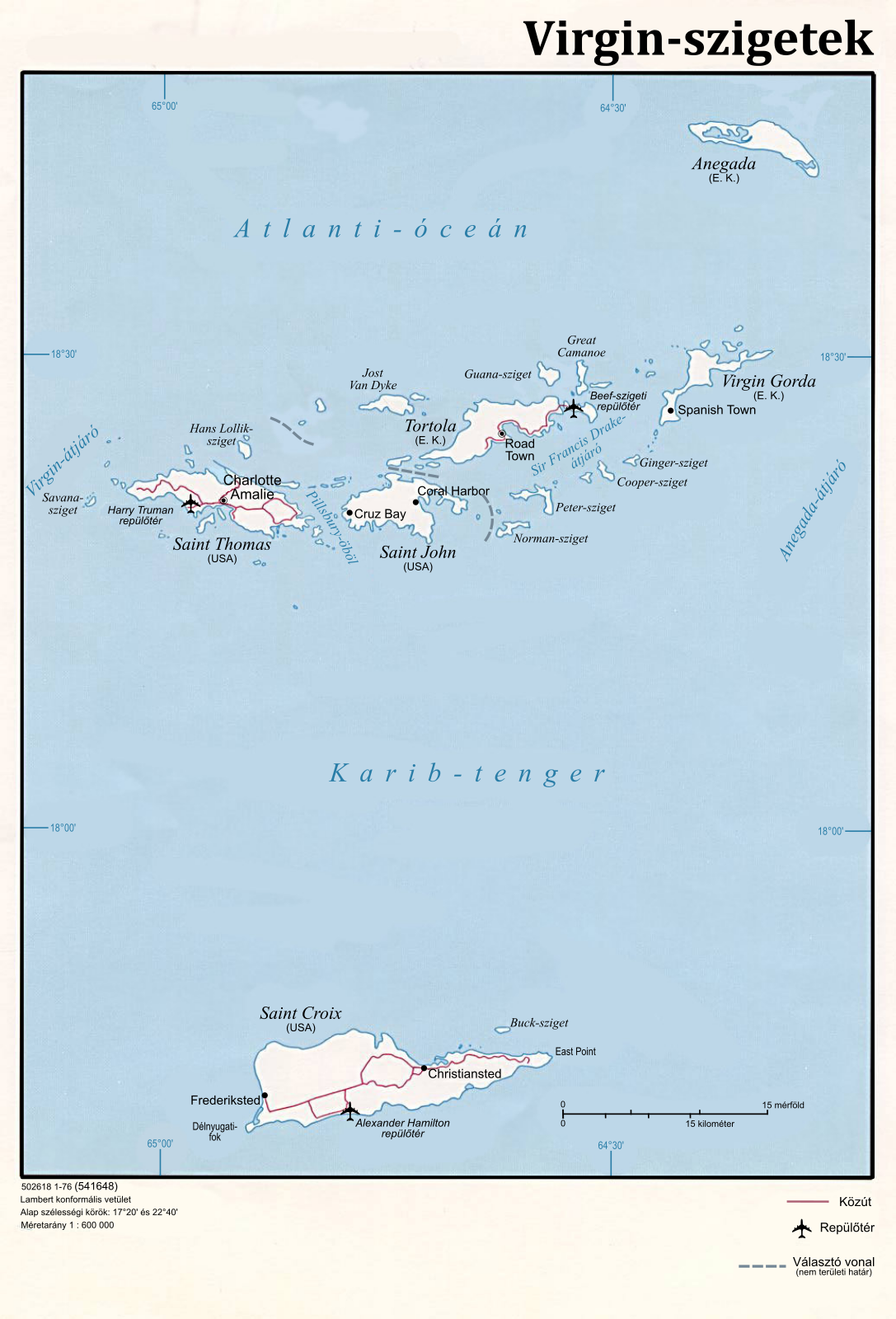
Az Amerikai és a Brit Virgin-szigetek elhelyezkedése

A szigeteket Kolumbusz Kristóf nevezte el Szent Orsolyáról és a legenda szerint 11 000 mártílhalált halt szűzről (Santa Ursula y las Once Mil Vírgenes).

## Története
A Virgin-szigetek lakói eredetileg az arawak és a karib indiánok voltak. Részben amiatt, hogy az európai gyarmatosítók rabszolgasorba vetették őket, részben az általuk behurcolt ismeretlen betegségek miatt az indiánok a gyarmati időszak alatt kihaltak.
A letelepedett európai gyarmatosítók cukornádültetvényeket telepítettek, a feljegyzések szerint legalább egy dohányültetvényt is létrehoztak, a földek megmunkálására Afrikából hozattak rabszolgákat. Az ültetvényeknek már régen nincs nyoma, de a rabszolgák leszármazottai továbbra is a szigeteken élnek.
1916-ban és 1917-ben Dánia illetve a Amerikai Egyesült Államok szerződést ratifikált, mely szerint Dánia eladja Dán Nyugat-India gyarmatát az Egyesült Államoknak 25 millió dollárnyi aranyért.
Egy, az 1990-es években folyt turisztikai kampány keretében Puerto Rico átnevezte A Passage-szigeteket Spanyol Virgin-szigetekre, bár térképeken ez a név ritkán jelenik meg. A szigetek Puerto Ricóhoz tartoznak, attól keletre fekszenek. Valójában közelebb fekszenek Saint Thomashoz, mint a Saint Thomas és Saint Croix közötti távolság.

## Közlekedés
A járművek mind a Brit mind az Amerikai Virgin-szigeteken az út bal oldalán közlekednek, bár a kormánykerék a járművek többségében a bal oldalon található. A Spanyol Virgin-szigeteken jobb oldali közlekedés van.

## Telekommunikáció
|                | USA fennhatósága alá eső területek | Egyesült Királyság fennhatósága eső területek |
| -------------- | ---------------------------------- | --------------------------------------------- |
| Hívójel prefix | KP2                                | VP2V                                          |
| ITU zóna       | 11                                 | 11                                            |
| CQ zóna        | 8                                  | 8                                             |

## Nagyobb szigetek
| Sorrend | Sziget        | Terület (km²) | Terület (sq mi) | Lakosság (2010) | Közigazgatás |
| ------- | ------------- | ------------- | --------------- | --------------- | ------------ |
| 1       | Saint Croix   | 214 km²       | 82 sq mi        | 50,601          | USA          |
| 2       | Vieques       | 135 km²       | 52 sq mi        | 9,301           | USA          |
| 3       | Saint Thomas  | 80.91 km²     | 31.23 sq mi     | 51,634          | USA          |
| 4       | Tortola       | 55.7 km²      | 21.5 sq mi      | 23,908          | VGB          |
| 5       | Saint John    | 51 km²        | 19.6 sq mi      | 4,170           | USA          |
| 6       | Anegada       | 38 km²        | 15 sq mi        | 200             | VGB          |
| 7       | Culebra       | 30.1 km²      | 11 sq mi        | 1,818           | USA          |
| 8       | Virgin Gorda  | 21 km²        | 8 sq mi         | 3,000           | VGB          |
| 9       | Jost Van Dyke | 8 km²         | 3 sq mi         | 297             | VGB          |